# Point Sublime (Verdon)
Pour les articles homonymes, voir Point Sublime.
Le point Sublime est l'un des points de vue les plus pittoresques sur les gorges du Verdon. 
Ce point de vue se trouve sur la rive droite, en aval du village de Rougon, situé dans le département des Alpes-de-Haute-Provence et la région Provence-Alpes-Côte d'Azur.

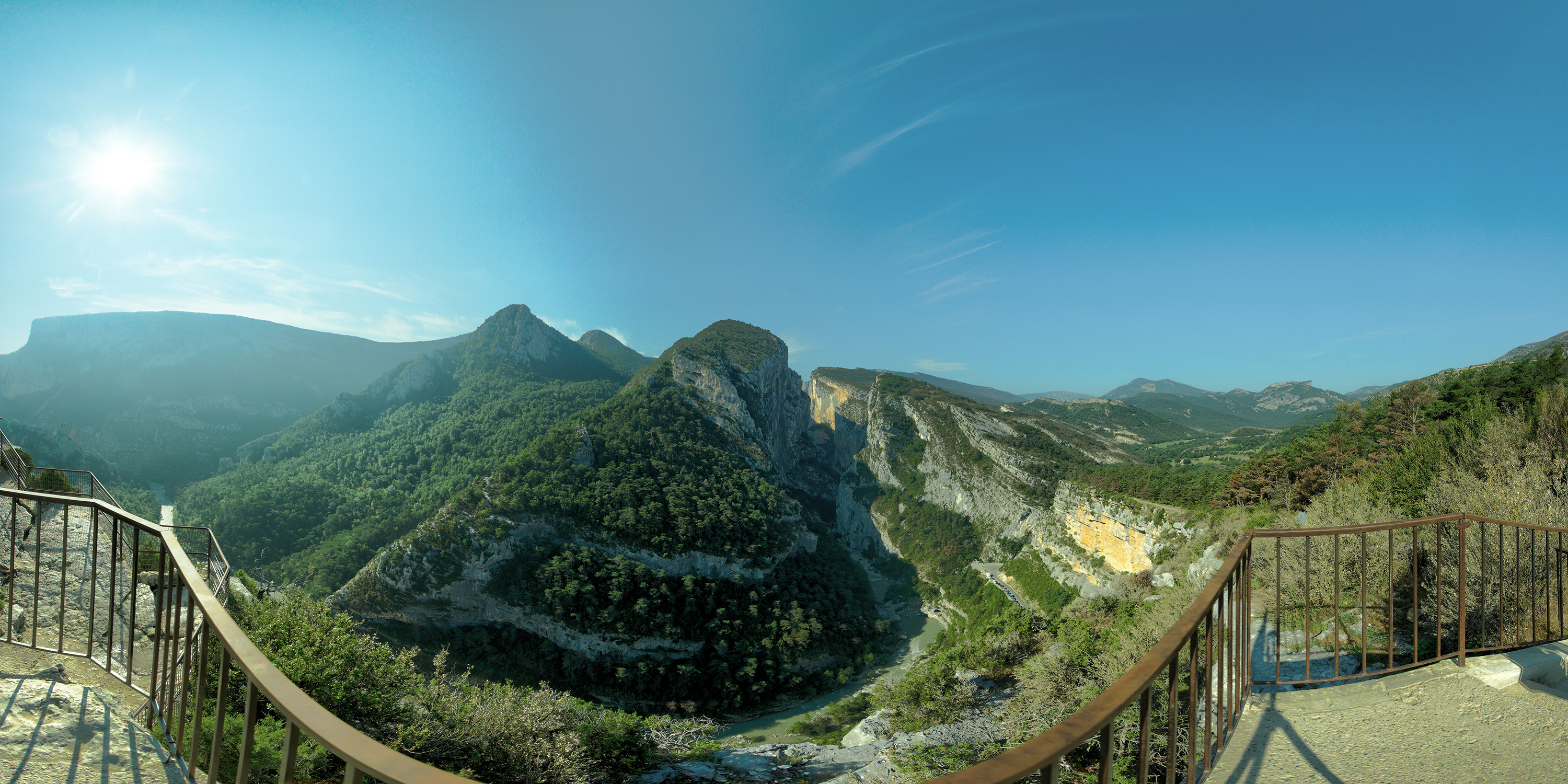
Panorama depuis le Point Sublime.
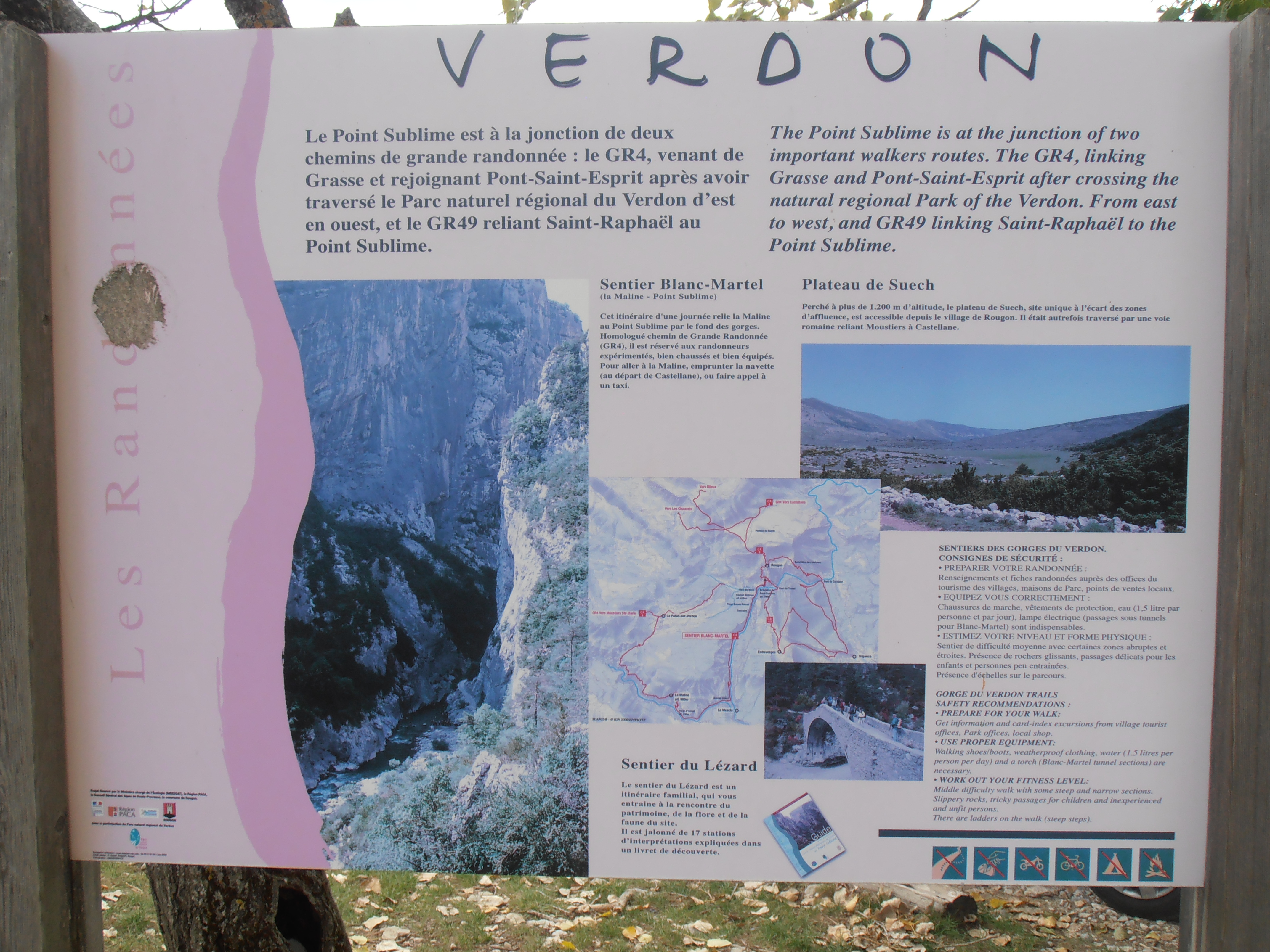
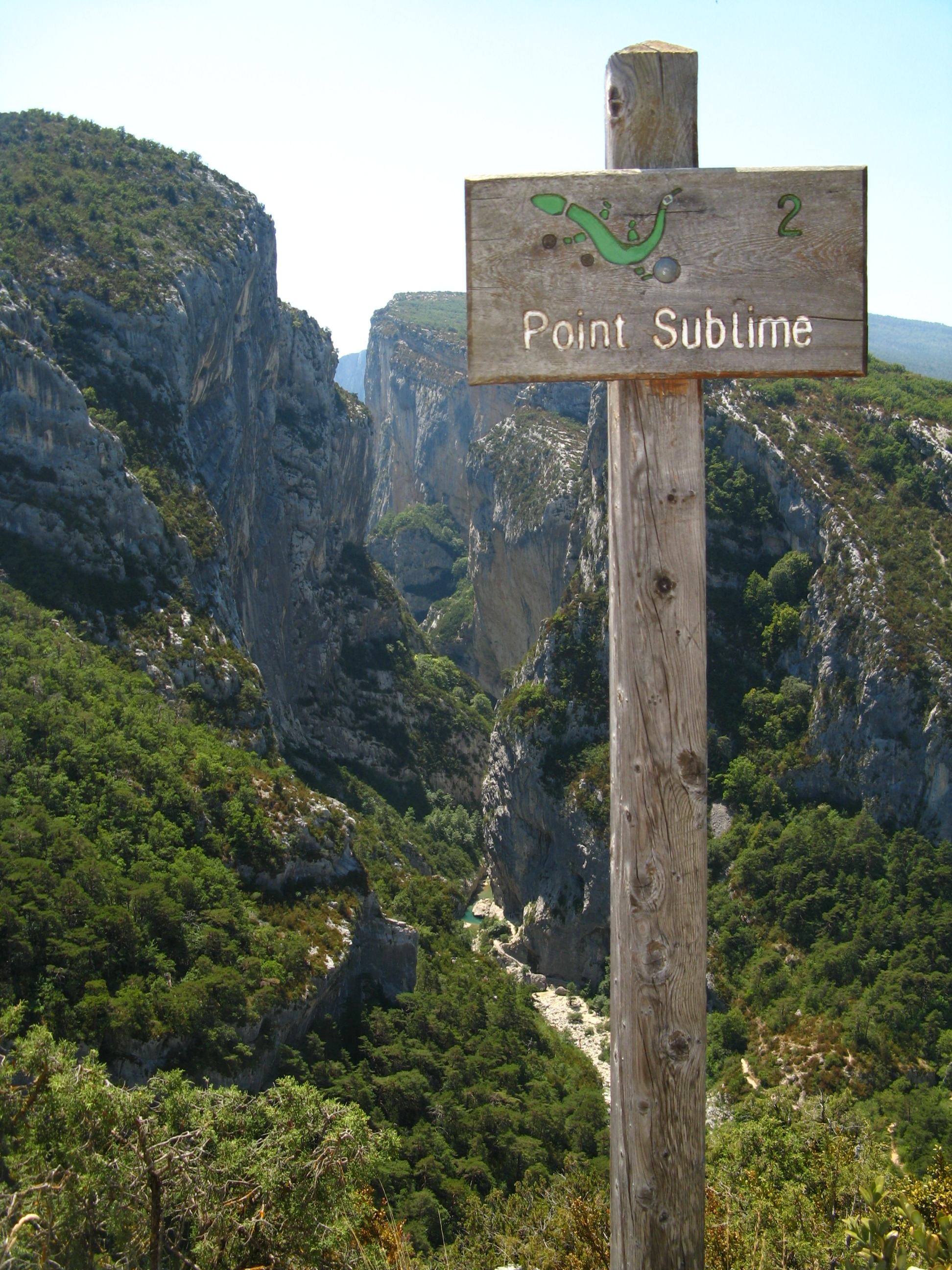